# Epicerura
Epicerura is een geslacht van vlinders van de familie tandvlinders (Notodontidae), uit de onderfamilie Notodontinae.

## Soorten
- E. bivittata (Kiriakoff, 1954)
- E. catori (Bethune-Baker, 1911)
- E. pergrisea (Hampson, 1910)
- E. plumosa Kiriakoff, 1962
- E. pulverulenta (Hampson, 1910)
- E. steniptera (Hampson, 1910)
- E. tamsi Kiriakoff, 1963